# Lenfilm
Lenfilm, rus. "Ленфильм", puni naziv Санкт-Петербургская ордена Ленина и ордена Трудового Красного Знамени государственная киностудия "Ленфильм" - jedna od najvećih filmskih kompanija Rusije osnovana 1918.

## Povijest
Filmski studio je bio osnovan 1918. kao Petrogradski filmski komitet Saveza sjevernih komuna. 1920. je bio preimenovan u Petrogradski okružni odjel za fotografiju i film, te je ubuduće često mijenjao svoj naziv:
- 1922. – 1925. - Tvornica "Sevzapkino" (u zgradi na Nevskom prospektu u čijem se dvorištu nalazi povijesna kinodvorana "Pariziana")[1]
- 1923. – 1925. - Atelje "Kino-Sever"
- 1924. – 1926. - Lenjingradska tvornica "Goskino"
- 1925. – 1926. - Tvornica "Leningradkino"
- 1926. – 1930. - Lenjingradska tvornica "Sovkino"
- 1930. – 1932. - Lenjingradska tvornica "Sojuzkino"
- 1932. – 1933. - Lenjingradska tvornica "Rosfilm"
- 1933. – 1934. - Lenjingradska tvornica "Sojuzfilm"
- 1934. – 1935. - Lenjingradska tvornica "Lenfilm"
- 1935. – 1936. - Lenjingradska filmska tvornica "Lenfilm"
- 1936. – 1976. - Lenjingradski filmski studio "Lenfilm" ordena Lenjina
- 1976. – 1993. - Lenjingradski filmski studio "Lenfilm" ordena Lenjina i ordena radničkog crvenog znamenja
- 1994. – 1996. - Sanktpeterburški filmski studio "Lenfilm"
- 1996. – 2003. - Sanktpeterburško unitarno poduzeće "Filmski studio 'Lenfilm'"
- 2003. – 2004. - Federalno državno unitarno poduzeće «Stvaralačko-proizvodno društvo "Filmski studio 'Lenfilm'"»
- 2004.- danas - Dioničko društvo "Filmski studio 'Lenfilm'"

### Lenfilmu današnje vrijeme
Od 2008. planira se stvaranje državne filmske korporacije u koju bi ušli Mosfilm, Lenfilm i Centralni filmski studio dječjih filmova i filmova za mlade "Gorki".
S druge strane, Savez filmskih djelatnika Sankt Peterburga je uputio ministru kulture Aleksandru Avdejevu pismo u kojem izražavaju negativan odnos saveza prema planovima mogućeg spajanja "Lenfilma" s filmskim studijima Moskve u jedan holding.
21. travnja 2010. u Sankt Peterburgu su se sastali predsjednik odbora direktora kompanije Sistema Vladimir Jevtušenkov, uprava i odbor studija Lenfilm. Strane planiraju stvoriti javno-privatno partnerstvo Lenfilma i Sisteme, te su se dogovorili o suradnji administracije i filmskih djelatnika studija sa Sistemom. Koncern planira u skoro vrijeme izdvojiti 10-15 milijuna dolara za hitni popravak i modernizaciju tehničke i materijalne baze studija. Također se planira kompleksna rekonstrukcija paviljona Lenfilma.

## Nagrađeni filmoviLenfilma
- 1934. - Čapajev, braća Vasiljev - velika nagrada na Svjetskoj izložbi u Parizu 1937., brončana medalja na VII. Venecijanskom filmskom festivalu 1946., Staljinova nagrada 1941.
- 1960. - Dama sa psićem, Josif Hejfic - počasna diploma na međunarodnom filmskom festivalu najboljih filmova u Londonu 1960., nagrada za humanost na XIII. festivalu u Cannesu 1960.
- 1961. - Čovjek amfibija, Gennadij Kazanskij, Vladimir Čebotarev - druga nagrada Srebrni svemirski brod na I. međunarodnom festivalu znanstvenofantastičnih filmova u Trstu 1963.
- 1964. - Hamlet, Grigorij Kozincev - laureat mnogobrojnih nagrada, uključujući specijalnu nagradu i počasnu diplomu žirija na Venecijanskom filmskom festivalu 1964.
- 1966. - Načelnik Čukotke, Vitalij Meljnikov - nagrada Centralnog komiteta Komsomola Crveni karanfil za najbolji film na Svesaveznom tjednu dječjeg filma u Moskvi 1968.
- 1973. - Prugasti put - Srebrna nagrada međunarodnog festivala dječjih filmova u Kolkati
- 1976. - Dvadeset dana bez rata, Aleksej German - godišnja nagrada "Georges Sadoul" u Francuskoj 1977.
- 1976. - Plava ptica, George Cukor - počasna diploma na XI. Međunarodnom festivalu dječjih filmova i filmova za mlade u Teheranu 1976.
- 1979. - Sherlock Holmes i doktor Watson, Igor Maslennikov - specijalna nagrada na međunarodnom filmskom festivalu u Chianciano Termeu 1979.
- 1990. - Prijelaz druga Čkalova preko Sjevernog pola, Maksim Pežemskij - nagrada za najbolji kratkometražni film na međunarodnom festivalu mladog filma u Torinu 1991.
- 1991. - Genij, Viktor Sergejev - specijalna nagrada žirija za najbolji scenarij na filmskom festivalu Kinotavr, Kino za sve (Soči, 1992.), nagrada Jevgenij Jenej za najbolju scenografiju (J. Gukov) na natječaju Profesionalnih nagrada Lenfilma (Sankt Peterburg, 1992.)
- 1995. - Osobitosti nacionalnog lova u zimskom razdoblju, Aleksandr Rogožkin - laureat mnogobrojnih nagrada, uključujući veliku nagradu na filmskom festivalu Zlatni Ostap i Nika za najbolji igrani film

## Poznati redatelji
| - Ilja Averbah - Vitalij Aksjonov - Semjon Aranovič - Dinara Asanova - Lidija Bobrova - Vladimir Bortko - Braća Vasiljev - Vladimir Vengerov - Aleksej German - Nikolaj Drejden - Irina Jevtejeva - Aleksandr Zarhi - Grigorij Kozincev - Nadežda Koševerova - Andrej Kravčuk - Konstantin Lopušanskij - Jurij Mamin - Igor Maslennikov - Vitalij Meljnikov - Leonid Menaker - Sergej Mikaeljan | - Sergej Ovčarov - Vitalij Pavlov - Jana Poljaruš - Marina Razbežkina - Herbert Rappaport - Aleksandr Rogožkin - Nikolaj Rozancev - Viktor Sergejev - Sergej Snežkin - Viktor Sokolov - Aleksandr Sokurov - Jevgenij Tatarskij - Viktor Tregubovič - Jurij Feting - Jan Frid - Josif Hejfic - Mihail Šapiro - Ajan Šahmalijeva - Fridrih Ermler - Jevgenij Jufit - Ernest Jasan |

## Nagrade
- Orden Lenjina
- Orden radničkog crvenog znamenja